# Cung điện ở Jałowiec
Cung điện ở Jałowiec (tiếng Ba Lan: Pałac w Jałowcu) là một cung điện được xây dựng vào năm 1828, tọa lạc ở làng Jałowiec, Lubański, tỉnh Dolnośląskie, Ba Lan. Sau năm 1945, cung điện được trưng dụng làm tòa nhà dân cư. Hiện nay, cung điện này không có người ở. Công trình kiến trúc này cùng một công viên xung quanh có tên trong sổ đăng ký di tích.

## Lịch sử
Công trình kiến trúc này được xây dựng vào năm 1828. Sau năm 1945, cung điện được nông trường nhà nước tại địa phương sử dụng làm khu dân cư cho nhiều hộ gia đình. Hiện tại, cung điện không có người ở và đang trong quá trình xuống cấp.

## Kiến trúc
Đây là một cung điện hai tầng được xây dựng trên một mặt phẳng hình chữ nhật và được lợp bằng mái ngói. Phía trước cung điện có một mái hiên với ban công được cố định bởi bởi bốn cột trụ, chống một bệ đỡ vững chắc.
Công trình kiến trúc này là một phần trong khu phức hợp cung điện, bao gồm: một công viên, một khu vườn tại cung điện có từ năm 1818; một khu vườn với lăng mộ từ năm 1870, nơi mà Robert Karl Lachmann được chôn cất (ngày 16 tháng 9 năm 1870) và một con hẻm với cây bồ đề có từ cuối thế kỷ 18.